# Jason-3
Jason-3 è un altimetro satellitare creato da una partnership della European Organization for the Exploitation of Meteorological Satellites (EUMETSAT) e National Aeronautic and Space Administration (NASA), ed è una missione cooperativa internazionale in cui National Oceanic and Atmospheric Administration (NOAA) collabora con il Centre National d'Études Spatiales (CNES). La missione dei satelliti è fornire dati per applicazioni scientifiche, commerciali e pratiche sull'innalzamento del livello del mare, la temperatura della superficie del mare, la circolazione della temperatura dell'oceano e il cambiamento climatico.

## Obiettivi della missione

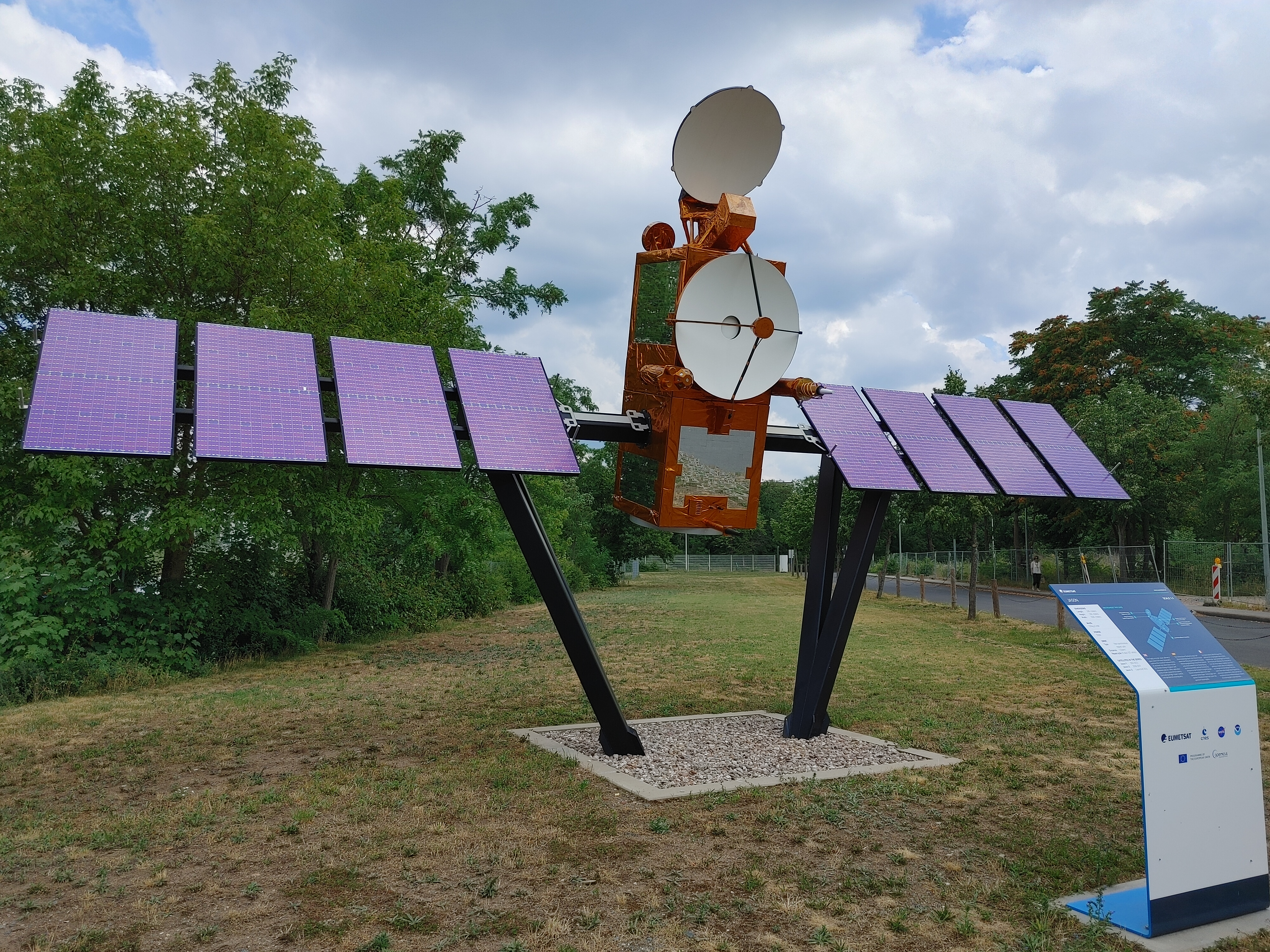
Modello di Jason presso EUMETSAT.

Jason-3 effettuerà misurazioni precise relative all'altezza della superficie del mare globale. Poiché l'altezza della superficie del mare viene misurata tramite altimetria, le caratteristiche dell'oceano su mesoscala sono simulate meglio poiché l'altimetro radar Jason-3 può misurare le variazioni globali del livello del mare con una precisione molto elevata. L'obiettivo scientifico è produrre misurazioni globali dell'altezza della superficie del mare ogni 10 giorni con una precisione inferiore a 4 cm. Questi dati sono importanti da raccogliere e analizzare perché sono un fattore critico per comprendere i cambiamenti del clima terrestre causati dal riscaldamento globale e dalla circolazione oceanica. Il National Weather Service della NOAA utilizza i dati di Jason-3 per prevedere con maggiore precisione i cicloni tropicali.

## Orbita

Animazione dell'orbita di Jason-3 dal 20 maggio 2018 al 14 novembre 2018. La Terra non è mostrata.

Jason-3 vola sulla stessa orbita ripetuta di 9,9 giorni e questo significa che il satellite farà osservazioni sullo stesso punto oceanico ogni 9,9 giorni. I parametri orbitali sono: inclinazione 66,05º, apogeo 1380 km, perigeo 1328 km, 112 minuti per giro attorno alla Terra.

## Lancio
Jason-3 era originariamente previsto per il lancio il 22 luglio 2015. Tuttavia, questa data è stata rinviata al 19 agosto 2015 in seguito alla scoperta di un problema in uno dei propulsori del satellite, richiedere la sostituzione e un'ulteriore ispezione del propulsore. Il lancio è stato ulteriormente ritardato di diversi mesi a causa della perdita di un razzo Falcon 9 con la missione CRS-7 il 28 giugno 2015.
Dopo che SpaceX ha condotto la sua missione di ritorno in volo nel dicembre 2015 con il Falcon 9 Full Thrust aggiornato, Jason-3 è stato assegnato all'ultimo razzo Falcon 9 v1.1 della generazione precedente, sebbene alcune parti del corpo del razzo siano state rielaborate in seguito i risultati dell'indagine sul fallimento.
La Launch Readiness Review è stata firmata da tutte le parti il 15 gennaio 2016 e il lancio è proseguito con successo il 17 gennaio 2016 alle 18:42 UTC. Il carico utile Jason-3 è stato dispiegato nella sua orbita bersaglio a 1.340 km È stato il 21 ° volo complessivo del Falcon 9 e il secondo in un'orbita ad alta inclinazione dal complesso 4E di lancio spaziale della base aerea di Vandenberg in California.